# Callistemon salignus

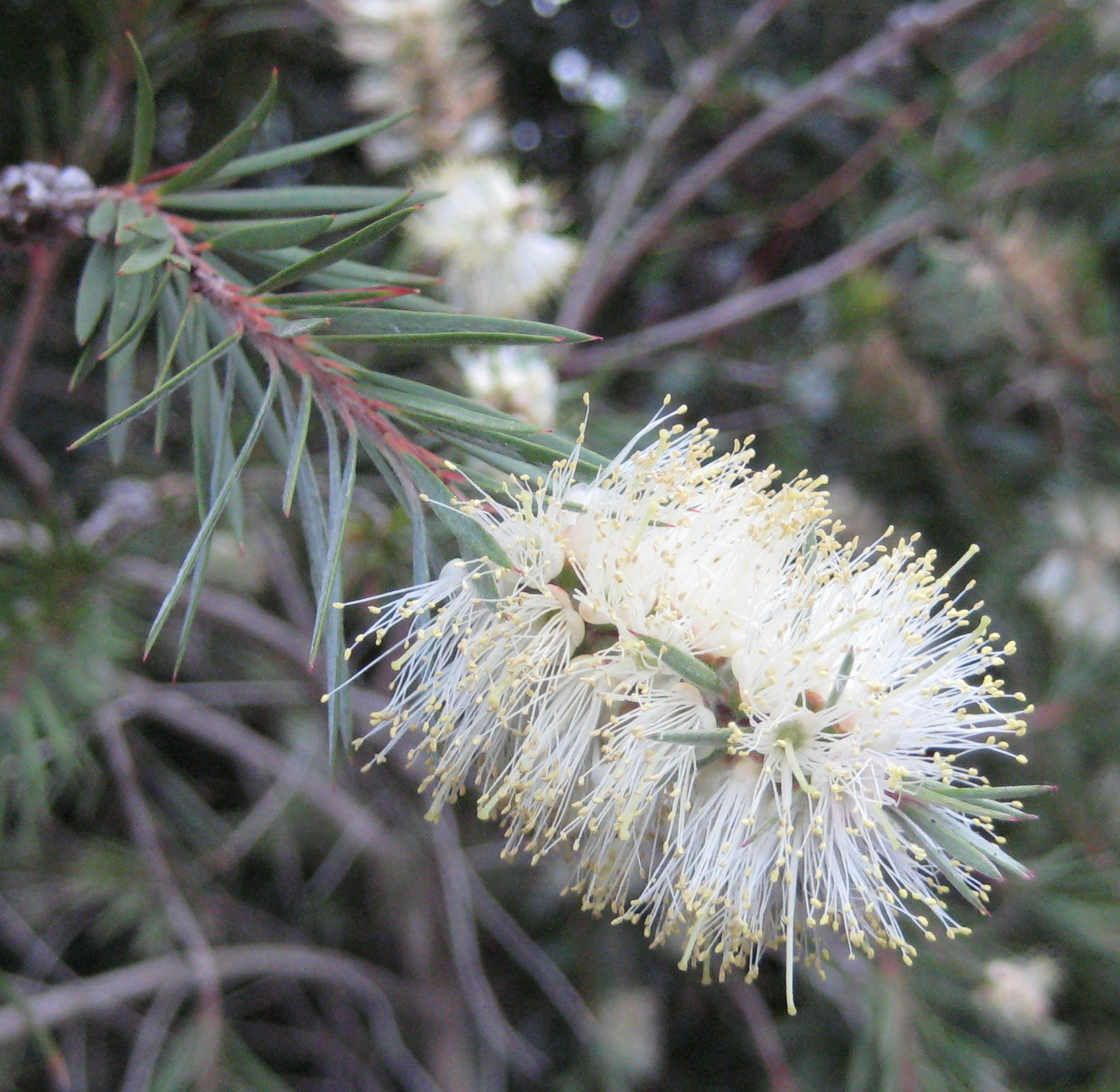
Detall de la inflorescència

Callistemon salignus és una espècie de planta de la família de les Mirtàcies que es distribueix per Nova Gal·les del Sud i Queensland. És un arbre que es troba a gran varietat de sòls a llocs humits i secs, exposats a ambients costaners. És una espècie que té un ús com a planta ornamental i com a refugi d'animals.